# Йодок
Йодок (кор. 요덕군) — повіт у провінції Хамгьон-Намдо (Північна Корея) раніше входив у повіт Йонхин, але з 1952 року був виділений в окрему адміністративну одиницю.
Ландшафт гірський. Йодок перетинають гірські масиви Раннім (кор. 랑림산맥) та Пуктебон (кор. 북대봉산맥. Найвища вершина — пік Модобон (кор. 모도봉) (1833 м). Через повіт протікає річка Йонхинґан (кор. 룡흥강).
Середньорічна температура 8.9℃, в січні -5.9℃, у серпні +22.2℃. Залізниць в повіті немає.
На території повіту розташований концтабір Йодок.